# Моно Виста (Калифорнија)
Моно Виста (енгл. Mono Vista) насељено је место без административног статуса у америчкој савезној држави Калифорнија.

## Демографија
По попису из 2010. године број становника је 3.127, што је 55 (1,8%) становника више него 2000. године.
| Група             | 2000.         | 2010.         |
| Белци             | 2.727 (88,8%) | 2.639 (84,4%) |
| Афроамериканци    | 14 (0,5%)     | 6 (0,2%)      |
| Азијати           | 13 (0,4%)     | 38 (1,2%)     |
| Хиспаноамериканци | 229 (7,5%)    | 300 (9,6%)    |
| Укупно            | 3.072         | 3.127         |